# Ciucsângeorgiu
Ciucsângeorgiu (in ungherese Csíkszentgyörgy) è un comune della Romania di 4 784 abitanti, ubicato nel distretto di Harghita, nella regione storica della Transilvania.
Il comune è formato dall'unione di 9 villaggi: Armășeni, Armășenii Noi, Bancu, Ciobăniș, Ciucsângeorgiu, Cotormani, Eghersec, Ghiurche, Potiond.
La maggioranza della popolazione (circa il 95%) è di etnia Székely.